# Erythrina decora
Erythrina decora är en ärtväxtart som beskrevs av Hermann August Theodor Harms. Erythrina decora ingår i släktet Erythrina och familjen ärtväxter. Inga underarter finns listade i Catalogue of Life.